# Pseudatrichia rufitruncula
Pseudatrichia rufitruncula är en tvåvingeart som beskrevs av Kelsey 1971. Pseudatrichia rufitruncula ingår i släktet Pseudatrichia och familjen fönsterflugor.
Artens utbredningsområde är Texas. Inga underarter finns listade i Catalogue of Life.